# Pettorano sul Gizio
Pettorano sul Gizio là một đô thịthuộc tỉnh L'Aquila trong vùng Abruzzo của Ý. Ý. Đô thị này có diện tích 62 km², dân số 1255 người. Các đô thị giáp ranh gồm: Cansano, Introdacqua, Pescocostanzo, Rocca Pia, Scanno, Sulmona